# بيرلا شلالا
بيرلا شلالا (-) عارضة أزياء إعلامية وممثلة لبنانية 

## حياتها
متزوجة ولديها أبن 

## مشوارها المهني
تخرجت من كلية اللغات، بدأت حياتها المهنية كعارضة أزياء، ومنها انتقلت إلى تصوير الإعلانات والأغنيات المصورة، انتسبت لفرقة «الفور كاتس» عام 1998 وتتلمذت على يد الأميركية كيمبرلي مورو في الرقص والاستعراض انفصلت عن الفرقة عام 2001 لاستكمال دراستها الجامعية في مجال الصوت والصورة لتعود وتنضم لها في عام 2003 
إنتقلت لتقديم البرامج عبر شاشة "art الموسيقى، التي بدأت فيها كمذيعة ربط فقرات، ثم انتقلت للعمل في برنامج
«إهداءات» مع عدة زميلات كما في تقديم حفلات خيمة «أي ار تي» في النقل المباشر من فندق الموفنبيك لمناسبة شهر رمضان المبارك عام 2002 وتقديم برنامج حفلات الصيف حتى يونيو 2003 لحين إقفال المحطة وتحولها إلى روتانا موسيقى التي استغنت ادراتها عنها عام 2006
عادت للتقديم عبر المؤسسة اللبنانية للإرسال من خلال برنامج «7/7 ميوزيكا» الذي استضافت فيه نجوم الأغنية مساء كل أربعاء ليقدموا آخر أعمالهم الفنية  عام 2003 انطلاقتها في التمثيل كانت من خلال مسلسل عبدو وعبدو كما لعبت دور البطولة إلى جانب بديع أبو شقرا في مسلسل شيء من القوة عام 2009 لكنها ابتعدت عن الشاشة بعد زواجها وانجابها لتعود بفيلم لورا عام 2015

## أعمالها

### في السينما
- (2015):LORA

### في التلفزيون
- (2009):رياح الثورة
- (2009):شيء من القوة
- (2006):المحروس
- (2003):عبدو وعبدو

- (2006):7/7ميوزيكا
- (2002): حفلات الصيف
- (2002): خيمة رمضان
- (2001-2003): إهداءات